# Врангель Петро Миколайович
Вра́нгель Петро́ Микола́йович (рос. Врангель Пётр Николаевич; 15 [27] серпня 1878, Новоолександрівськ, Ковенська губернія, Російська імперія — 25 квітня 1928, Брюссель, Бельгія) — російський воєначальник, генерал-лейтенант російської імператорської армії. Учасник російсько-японської та Першої світової воєн, один з головних керівників Білого руху в роки Громадянської війни. Головнокомандувач Російської армії в Криму і Польщі (1920).

## Життєпис
Народився в м. Ново-Олександрівськ Ковенської губернії (нині м. Зарасай, Литва). Закінчив Гірничий інститут (1901, Санкт-Петербург), склав іспит на офіцерський чин при Миколаївському імператорському кавалерійському училищі (1902), закінчив Імператорську військову академію (1910).
Один з головних провідників армії «білих», яка боролася з більшовиками, учасник російсько-японської війни 1905 року і Першої світової війни. Головнокомандувач Російської Армії в Криму і Польщі (1920). Георгіївський кавалер.

### Громадянська війна
Один з провідників Білого руху. Відхилив пропозицію гетьмана Павла Скоропадського очолити українські збройні сили. Від серпня 1918 — у Добровольчій армії, начальник кінної дивізії, командир кінного корпусу. Підвищений в чині до генерал-лейтенанта.
У Збройних силах Півдня Росії (ЗСПР) — командувач Кавказькою добровольчою армією (січень — травень 1919), Кавказькою армією (травень — грудень 1919), Добровольчою армією (грудень 1919 — січень 1920).
З квітня 1920 року головнокомандувач Збройних сил Півдня Росії, засновник уряду Півдня Росії. Був одним з найвидатніших білих провідників громадянської війни — в червні 1919 року здобув Царицин (Волгоград). Його ім'я було пострахом для більшовиків, котрі називали його «чорним бароном» (з огляду на його ненависть до більшовиків). Врангель був реформатором «білого» руху, його уряд був єдиним що провів на підконтрольних теренах земельну реформу, в ході якої віддано землю селянам (Крим і так звана Північна Таврида). Петро Врангель першим відступив від ідеї «єдиної і неподільної Росії», за яку намертво трималися Олександр Колчак та Антон Денікін. 9 квітня 1920 в одному із своїх перших інтерв'ю представникам преси він розкритикував політику, котру впроваджував його попередник, заявивши, що «стратегія була принесена в жертву політиці, а політика нікуди не годилась»; підкреслив, що «замість того, щоб об'єднати всі сили, котрі поставили собі за мету боротьбу з більшовиками і комуною…, учасники Добровольчої армії бились і з більшовиками, і з українцями, і з Грузією і з Азербайджаном, і лише трохи не вистачило, щоб почати битися з козаками, які складали половину нашої армії».
Невдачі, з якими постійно зіштовхувався А. Денікін у боротьбі з українським селянським рухом, спонукали П. Врангеля одразу визначити своє ставлення до нього. 13 червня Головнокомандуючий ЗСПР видав наказ за № 31/30, в якому вимагав від своїх командирів «рахуватися з повстанськими загонами Махна» й у випадку зустрічей з антирадянськими силами не застосовувати військової сили. Врангель сподівався таким чином схилити його до співпраці на основі спільності ворогів і завдань — боротьби за інтереси народу проти «комуни». В липні 1920 року з допомогою селян виступив із Криму і зайняв донецький степ. Десантами пробував опанувати Кубань. У вересні повернувся у Крим.
З успіхом обороняв Крим від Червоної Армії з квітня до листопада 1920 року, використавши її максимальну завантаженість у польсько-більшовицькій війні.
20 вересня під час зустрічі з однією з численних українських делегацій Врангель заявив, що в основі його політики лежить федералізм, на його думку, це декларування повинно було розширювати коло потенційних прибічників режиму П. Врангеля серед інших народностей.
У війні з більшовиками хотів використати Повстанську армію Нестора Махна. Але переговори не мали успіху.
Після російсько-польського перемир'я (котре було за Врангелем зрадою зі сторони Польщі воюючих у Криму білогвардійців) піддався під тиском переважаючих сил Червоної армії і евакуювався із більшістю офіцерських кадрів до Константинополя. Представник Антанти де Мартель після наполягань Врангеля погодився прийняти всіх, хто залишав Крим, під заступництво Франції. 14 листопада о 2 годині 40 хвилин, коли на кораблі піднялися всі (у цій операції взяли участь 120 кораблів), на борт останнього крейсера «Генерал Корнілов» зайшов барон Врангель. До Константинополя було вивезено 145 000 осіб, серед яких військових — близько 70 тисяч. За винятком міноносця «Живой», який затонув, усі інші кораблі прибули до місця призначення.

### Еміграція

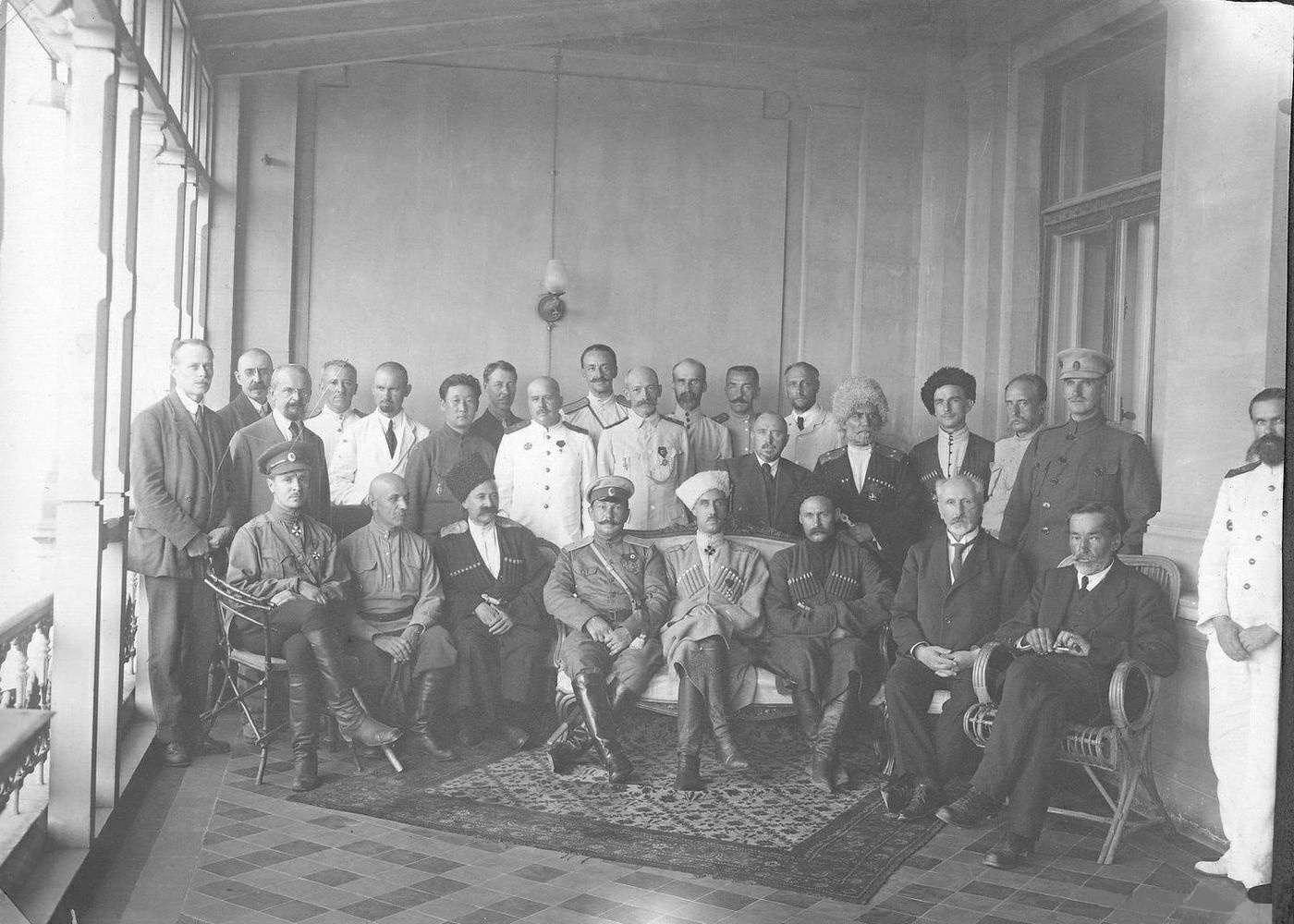
22 липня 1920, Севастополь. Сидять (зліва направо): начальник штабу Шатилов, Астраханський отаман Ляхов, Терський отаман Вдовенко, Донський отаман Африкан Богаєвський, Головнокомандувач Петро Врангель, Кубанський отаман Василь Іванис, голова уряду Олександр Кривошеїн, в.о. голови Донського уряду Корженевський

У еміграції став на чолі Російського Загальновійськового Об'єднання. Помер 25 квітня 1928 року в Брюсселі, похований у Белграді, у церкві Святої Трійці. Причина смерті невідома, за офіційною версією помер від туберкульозу, однак досі тривають дискусії щодо цього. Та теза, що причиною смерті Врангеля була радянська розвідка, виникла на основі тверджень особистого лікаря Врангеля, проф. Алексінського, котрий твердив, що його пацієнт захворів на туберкульоз кілька років раніше, що призвело до виснаження організму і передчасної його смерті.

## Погляди
Петро Врангель вважав, що майбутня Росія повинна бути добровільною федерацією народів колишньої імперії царів. Визнав право на незалежність Польщі та України. Не хотів самостійності кримських татар та козаків Дону, Кубані, Тереку і Астрахані.

### Ставлення до України
Позиція Врангеля до українського національного руху різко відрізнялася від позиції Денікіна. Вона була продемонстрована у «Відозві Головнокомандуючого до українців» 25 серпня 1920 року. Хоча нагадувала денікінську «До населення Малоросії», проте значно відрізнялася від останньої. Врангель не став звинувачувати український національний рух у «зрадництві та розкольництві», а наголошував на спільності завдань обох рухів: боротьбі «за щастя, свободу і велич Батьківщини» проти ворогів, які «утискають віру, народність і надбання». Вказуючи на «братерський союз» з козацтвами Дону, Кубані, Тереку та Астрахані, барон закликав до єднання й українців, в якому вбачав порятунок обох рухів. На відміну від офіційного вжитку назви «Малоросія» щодо української території, котру впроваджував Денікін, П. Врангель, знявши його заборону, використовував назву «Україна». Врангель визнавав право українського уряду боротися за «рідну Україну» і не протиставляв її «єдиній Росії».